# 中缅耳蕨
中缅耳蕨（学名：Polystichum punctiferum）为鳞毛蕨科耳蕨属下的一个种。模式标本采自缅甸沙当（Sadon）。